# Гарден Сити (Ајдахо)
Гарден Сити (енгл. Garden City) град је у америчкој савезној држави Ајдахо.

## Демографија
По попису из 2010. године број становника је 10.972, што је 348 (3,3%) становника више него 2000. године.
| Група             | 2000.         | 2010.         |
| Белци             | 9.101 (85,7%) | 8.911 (81,2%) |
| Афроамериканци    | 50 (0,5%)     | 112 (1,0%)    |
| Азијати           | 146 (1,4%)    | 158 (1,4%)    |
| Хиспаноамериканци | 1.018 (9,6%)  | 1.509 (13,8%) |
| Укупно            | 10.624        | 10.972        |